# Amine Ltaïef
Amine Ltaïef (Tunisi, 4 luglio 1984) è un ex calciatore tunisino, di ruolo attaccante.

## Carriera

### Nazionale
Nel 2004 ha partecipato, insieme alla selezione tunisina, ai Giochi della XXVIII Olimpiade ad Atene.
Nel 2006 ha fatto parte della selezione tunisina che ha partecipato alla Coppa delle nazioni africane 2006, edizione disputata in Egitto.

## Palmarès

### Club

#### Competizioni nazionali
- Campionato tunisino: 4

Espérance: 2000-2001, 2001-2002, 2005-2006, 2008-2009
- Coppa di Tunisia: 3

Espérance: 2006, 2007, 2008

#### Competizioni Internazionali
- Champions League araba: 1

Espérance: 2008-2009

### Individuale
- Capocannoniere del campionato tunisino: 1

2005-2006 (16 gol)